# Emmochliophis fugleri
Emmochliophis fugleri is een slangensoort uit de familie toornslangachtigen (Colubridae) en de onderfamilie Dipsadinae. De soort werd voor het eerst wetenschappelijk beschreven door Thomas H. Fritts en Hobart Muir Smith in 1969. Zij definieerden tevens het nieuwe geslacht Emmochliophis waarvan Emmochliophis fugleri de typesoort is.
Ze beschreven de soort aan de hand van een mannelijk specimen dat George Key in 1966 had gevangen in de provincie Pichincha in Ecuador. Ze noemden de soort naar Charles M. Fugler, die het specimen aan het Illinois Museum of Natural History doneerde. De soort is enkel bekend van dit holotype.
Volgens Fritts en Smith lijkt deze slang lijkt uiterlijk sterk op de zeldzame slang Synophis miops, beschreven door Boulenger in 1898, maar heeft ze ruggenwervels die op een unieke manier in elkaar haken. David M. Hillis heeft in 1990 Synophis miops naar het geslacht Emmochliophis verplaatst en aangeduid als Emmochliophis miops, omdat hij diverse synapomorfieën tussen Emmochliophis fugleri en Synophis miops vaststelde.

## Habitat
De habitat bestaat uit vochtige tropische en subtropische laaglandbossen. De soort is aangetroffen op een hoogte van ongeveer 450 meter boven zeeniveau.

## Beschermingsstatus
Door de internationale natuurbeschermingsorganisatie IUCN is de beschermingsstatus 'onzeker' toegewezen (Data Deficient of DD).